# Фридерик Цешинский
Фридерик Цешинский (пол. Fryderyk cieszyński;) (1480/1483 — июнь 1507) — силезский принц,  представитель цешинcкой линии династии Силезских Пястов. 

## Биография
Старший сын князя Казимира II Цешинского (1448/1453—1528) и Иоганны Опавской (ок. 1463 — 24 июля 1496), внучки короля Чехии Йиржи из Подебрад.
Несмотря на то, что Фридерик был старшим сыном князя Казимира II, по неизвестным причинам ему была уготована церковная карьера, целью которой, вероятно, было усиление влияния князя Казимира II и его власти в Силезии. В 1501 году при поддержке своего отца и других силезских князей Фридерик был кандидатом на должность помощника епископа Вроцлава с правом наследования после смерти епископа Яна IV Рота. Однако кандидатура Фридерика была отклонена капитулом, главным образом из-за неодобрительного отношения церкви к Казимиру II во время его правления в качестве генерального старосты Силезии.
Несмотря на первоначальный протест Казимира II, капитул не изменил своего мнения, и в 1503 году он решил отправить своего сына в Вену, где вскоре Фридерик был назначен ректором местного университета. Затем он отправился в Италию, где продолжил свое обучение. Несмотря на отклонение его кандидатуры в 1501 году, Фридерик продолжал добиваться высшей духовной поста в Силезии, и в 1506 году, с помощью своего отца, он был назначен ректором коллегиальной церкви Святого Креста и деканом капитула во Вроцлаве. Многообещающая карьера Фридерик была прервана в июне 1507 года, когда он неожиданно скончался в Италии. Похоронен Фридерик в кафедральном соборе Сиены.